# Mada modrotemenný
Mada modrotemenný (Tanygnathus lucionensis), případně též alexandr modrošíjný nebo papoušek modrošíjný, je druh papouška žijící na Filipínách a na okolních ostrovech.
Tento druh dosahuje délky až 31 cm a váhy 200 až 230 g. Nejčastěji žije v malých skupinách či párech.
Hnízdění probíhá od dubna do června, a to ve hnízdních dutinách na stromech. Zpravidla snáší dvě až tři vejce. Doba inkubace se udává 31 dní.
Žijí v listnatých i smíšených lesích a také na plantážích. Když hledá potravu, lítá mimo lesy do otevřenější krajiny. Živí se plody, zejména banány, papájou, mangem či mladými kokosy, dále nepohrdnou semeny.

## Chov v zoo
V evropských zoo je chován extrémně vzácně. V listopadu 2019 jej chovaly jen tři evropské zoo a v rámci Evropské asociace zoologických zahrad a akvárií (EAZA) ještě Loro Parque na Kanárských ostrovech. Jednou z těchto zoo je česká Zoo Praha.

### Chov v Zoo Praha
Tento druh je od konce září 2019 vystavován v té době nově otevřeném Rákosově pavilonu v dolní části Zoo Praha. Do této zoo však byl dovezen již v roce 2014. O dva roky později se podařil první úspěšný odchov, který byl zároveň prvním odchovem v českých zoo. V roce 2018 se podařilo odchovat pět mláďat. Na konci roku 2018 bylo chováno šest jedinců tohoto druhu. V prosinci 2019 byl dovezen samec od soukromého chovatele. Další samec od soukromého chovatele byl získán i v lednu 2020.